# Creuzpolka
La creuzpolka es un baile prusiano de la antigüedad, aunque puesto de moda en la Prusia Oriental a principios del siglo XX.

## Ejecución
Se baila al final de cada polca, en compás de 2/4 y por parejas. La dama coge con su mano izquierda la derecha del galán, apoyando la otra en el costado o dejándola simplemente extendida. Al primer compás del paso de polca, se adelantan los danzantes y al segundo compás retroceden, después de lo cual continúa la polca.
- El contenido de este artículo incorpora material del tomo 16 de la Enciclopedia Universal Ilustrada Europeo-Americana (Espasa), cuya publicación fue anterior a 1945, por lo que se encuentra en el dominio público.

- Datos: Q5790873